# Ahtanum
Ahtanum è un centro abitato (census-designated place) dello stato di Washington negli Stati Uniti d'America. Nel censimento 2010 aveva 3 601 abitanti.

## Società

### Evoluzione demografica
A partire dal censimento del 2000, c'erano 4 181 persone, 1.467 famiglie e 1.150 famiglie che risiedono nel CDP. La densità della popolazione era di 166.8/km².
Ci sono state 1.467 famiglie da cui il 36,3% hanno avuti bambini sotto l'età di 18 che vivono con loro, 66,1% erano coppia di sposi che vivono insieme, 8,5% hanno avuti un capofamiglia femminile senza il presente del marito, e il 21,6% erano non-famiglie.
Nel CDP la distribuzione per età della popolazione mostra 26,1% sotto l'età di 18, il 6,6% con un'età compresa tra i 18 e i 24 anni, il 28,1% con un'età compresa tra i 25 e i 44 anni, e il 39,1% aveva un'età sopra i 45 anni. L'età mediana era di 39 anni. Per ogni 100 femmine ci sono 108,9 maschi. Per ogni 100 femmine di età 18 e oltre, c'erano 106,8 maschi.
Il reddito mediano per una famiglia nel CDP era $ 48.352 (36.297 €) ed il reddito mediano per una famiglia era $ 53.333 (40.036 €). I maschi hanno avuti un reddito mediano di $ 37.897 contro $ 23.209 per le femmine.